# 水瀨祈
水瀨祈（日语：／ Minase Inori，1995年12月2日—）是日本的女性演員、聲優和歌手，AXL ONE所屬。東京都出身。

## 人物
小時候對於《美少女戰士》的水手金星、《名偵探柯南》的毛利蘭有所憧憬，從母親那裡得知聲優的存在後決定以成為聲優為目標，並因為受毛利蘭影響而開始學空手道。
國中三年級在《世紀末超自然學院》所配的岡本燈一角為出道作。
小時候就很喜歡迪士尼的作品。一年會去100次東京迪士尼樂園，曾說過理想男性為米老鼠。
興趣為動畫、遊戲、NICONICO動畫、上網；特技是在卡拉OK中用動畫歌曲唱出二重唱、俄羅斯方塊。
她是水樹奈奈的粉絲，並於2015年加入水樹所屬的唱片公司King Records。
2016年，獲得第10回聲優獎的主演女優賞和第25回日本電影影評人大獎新人聲優獎。
2016年11月19日，因受到來自台灣的死亡威脅，出於安全考慮，水瀨祈取消了年內在台灣和日本的活動。
2017年7月3日，因合约到期，水濑祈离开Sony Music Artists，事务所网站下的官方粉丝俱乐部也陆续关闭。2017年9月1日起加入AXL ONE。

## 演出作品
※粗體字為主要角色。

### 電視動畫
2010年
- 世紀末超自然學院（岡本燈）

2011年
- 歌之王子殿下♪LOVE1000%（來栖翔〈幼少時代〉）

2012年
- 戰姬絕唱SYMPHOGEAR（研究員B、女高中生3人組、女性）
- 要聽爸爸的話（園兒）
- NUKKO（一條堇）

2013年
- 歌之王子殿下♪LOVE2000%（小孩、女子、塞西爾〈小孩時代〉）
- 戀愛研究所（棚橋鈴音）
- Super Seisyun Brothers -超青春姐弟s-（小原夕瑤）

2014年
- 蜜糖女孩＊大作戰（如月麻琴）
- 鐵金剛少女Z（古蕾〈金剛大魔神〉）
- 愚者信長（德姬、小羽）
- 黑色子彈（壬生朝霞）
- 愛絲卡&羅吉的鍊金工房～黃昏天空之鍊金術士～（少女玫莉耶）
- 請問您今天要來點兔子嗎？（智乃）
- 普通女高中生要做當地偶像（名都借未來）
- ALDNOAH.ZERO（愛德爾麗卓）
- 天體運行式（諾艾爾）
- 四月是你的謊言（惠、瀨戶小春）

2015年
- 室内鞋庫庫（蝴蝶2）
- 卡片鬥爭!! 先導者G（觀眾B）
- 軍人少女！（夏琪洛夫軍曹）
- ALDNOAH.ZERO 第2季（愛德爾麗卓）
- 在地下城尋求邂逅是否搞錯了什麼（赫斯緹雅）
- 戰姬絕唱SYMPHOGEAR GX（卡蘿·瑪爾斯·丁海姆）
- 其實我是（藍澤渚）
- 學園孤島（丈槍由紀）
- 受讚頌者 虛偽的假面（貓音）
- 彗星·路西法（莫·利提卡·切切斯·烏拉）
- 緋彈的亞莉亞AA（間宮乃乃香）
- 請問您今天要來點兔子嗎？？（智乃）

2016年
- Divine Gate（莎士比亞）
- 幸運邏輯（明日葉學）
- 赤髮白雪姬 第2期（羅娜）
- 重裝武器（織姬）
- 拉格納強襲天使（美姬萌香）
- Re:從零開始的異世界生活（雷姆）
- 線上遊戲的老婆不可能是女生？（修凡／瀨川茜）
- ReLIFE 重返17歲（排球部後輩B）
- LoveLive! Sunshine!!（學生）
- 發條精靈戰記 天鏡的極北之星（夏米優·奇朵拉·卡托沃馬尼尼克、旁白）
- 槍彈辯駁3 －The End of 希望峰學園－ 未來篇（安藤流流歌）
- 槍彈辯駁3 －The End of 希望峰學園－ 絕望篇（安藤流流歌）
- ViVid Strike!（風香·雷文頓）
- 數碼暴龍宇宙 應用怪獸（真白愛麗絲、桂初、睡眠獸）
- 魔法少女育成計劃（水姆水姆）
- 信長的忍者（千鳥）
- Classicaloid（裘莉）

2017年
- 政宗君的復仇（小岩井吉乃）
- 廢天使加百列（塔普莉絲）
- CHAOS;CHILD（山添雨季）
- KiraKira☆光之美少女 A La Mode（綺羅星夏爾／琪拉琳／芭菲天使）
- 不要輸！！惡之軍團！（KAKUWA☆旁白們 第6話旁白）
- 櫻花任務（澤野萌）
- Re:CREATORS（米特奥拉·艾斯特莱希）
- 末日時在做什麼？有沒有空？可以來拯救嗎？（娜芙德·凱俄·狄斯佩拉提歐）
- 在地下城尋求邂逅是否搞錯了什麼 外傳 劍姬神聖譚（赫斯緹雅）
- 雛邏輯 ～來自幸運邏輯～（明日葉學）
- 徒然喜歡你（高野千鶴）
- 18if（寧寧）
- 少女終末旅行（千都）
- 奇諾之旅 -the Beautiful World- the Animated Series（芙特）
- 動畫同好會（阿佐谷麻耶）
- 我家有個魚乾妹R（金剛光）

2018年
- 比宇宙更遠的地方（玉木真理）
- 刀使之巫女（燕結芽）
- Slow Start（高橋菜菜惠）
- POP TEAM EPIC（月野雫）
- BASILISK～櫻花忍法帖～（伊賀響）
- HUG! 光之美少女（綺羅星夏爾／芭菲天使）※第36~37話
- 妖怪旅館營業中（海坊主）
- 魯邦三世 PART5（艾米）
- 多田君不戀愛（多田唯）
- 閃電十一人 戰神的天秤（白兔屋苗）
- 蠟筆小新（卡拉·班德里希·海苔平）
- One Room 第2期（天月真白）
- GRAND BLUE碧藍之海（混音B）
- KIRA KIRA HAPPY★ 打開吧！見習神仙精靈（緞緞）
- 青春豬頭少年不會夢到兔女郎學姊（牧之原翔子）
- 閃電十一人 俄里翁的刻印（白兔屋苗）
- 梅露可物語 -無精打采的少年與瓶中少女-（梅露可）
- 叛逆性百萬亞瑟王（鍊金亞瑟）
- 聖鬥士星矢 聖鬥少女翔（城戶沙織）
- 艾梅洛閣下II世事件簿 -魔眼蒐集列車 Grace note- Episode 0（萊涅絲·艾梅洛·亞奇索特）

2019年
- W'z（千里／豐島千里）
- 迷你刀使（燕結芽）
- Endro～！（梅〈梅瑟·恩達斯特〉）
- 五等分的新娘（中野五月）
- 異世界四重奏（雷姆）
- 叛逆性百萬亞瑟王 第2期（鍊金亞瑟）
- 彼方的阿斯特拉（愛莉耶斯·斯普林）
- 艾梅洛閣下II世事件簿 -魔眼蒐集列車 Grace note-（萊涅絲·艾梅洛·亞奇索特）
- 戰姬絕唱SYMPHOGEAR XV（卡蘿·瑪爾斯·丁海姆）
- 在地下城尋求邂逅是否搞錯了什麼II（赫斯緹雅）
- Z/X Code reunion（天之川衣奈）
- No Guns Life（派帕）
- 去吧！麵包超人

2020年
- 索瑪麗與森林之神（索瑪麗）
- 圓圓兔猻（斯科夫、丸、桃）
- 異世界四重奏2（雷姆）
- 花牌情緣3（田丸翠）
- 困擾爺爺（奶奶）
- 轉生成女性向遊戲只有毀滅END的壞人大小姐（蘇菲雅・阿斯喀特、小敦）
- 反斗小王子（TV子、桃）
- Re:從零開始的異世界生活 2nd season（雷姆）
- 突擊莉莉 BOUQUET（真島百由）
- 在地下城尋求邂逅是否搞錯了什麼III（赫斯緹雅）
- 在魔王城說晚安（栖夜莉絲公主、惡魔）
- 小碧藍幻想！（戴安薩）
- 熊熊勇闖異世界（希雅·佛許羅賽）
- 請問您今天要來點兔子嗎？BLOOM（智乃）

2021年
- 五等分的新娘∬（中野五月）
- 半妖的夜叉姬（玉乃）
- 青梅竹馬絕對不會輸的戀愛喜劇（志田黑羽、仁奈）
- 轉生成女性向遊戲只有毀滅END的壞人大小姐X（蘇菲雅·阿斯喀特、小敦）
- 現實主義勇者的王國重建記（莉希雅·艾爾孚利登）
- 死神少爺與黑女僕（畢歐拉、黑貓）
- 瓦尼塔斯的手札（貞德）
- 哆啦A夢（銅鑼燒星人 司令官）
- BUILD DIVIDE -#000000-（布魯姆）
- 鬼滅之刃 無限列車篇（小福）
- takt op.Destiny（天國）
- 逆轉世界的電池少女（田中娜塔莎）
- 艾梅洛閣下II世事件簿 -魔眼蒐集列車 Grace note- 特別篇（萊涅絲·艾梅洛·亞奇索特）

2022年
- 現實主義勇者的王國重建記 第2期（莉希雅·艾爾孚利登）
- 超異域公主連結 Re:Dive Season 2（霞、小霧）
- 平家物語（靜御前）
- 不會拿捏距離的阿波連同學（阿波連玲奈）
- 群青的開幕曲（霜月繪理）
- 作為女主角！～被討厭的女主角與秘密的工作～（涼海日和）
- BUILD DIVIDE -#FFFFFF-（布魯姆）
- 受讚頌者 二人的白皇（貓音）
- 在地下城尋求邂逅是否搞錯了什麼IV（赫斯緹雅）
- BORUTO-火影新世代-NARUTO NEXT GENERATIONS-（雪割花咲）
- 來自深淵 烈日的黃金鄉（普魯修卡）
- 哆啦A夢（ドラポ）
- 我想成為影之強者！（貝塔／夏目）
- 名偵探柯南 犯人·犯澤先生（博美太郎、女性客）
- 呆萌酷男孩（凜凜花）
- 闇影詩章F（ヒナ・シンクレア）

2023年
- 我與機器子（蚊子膝蓋機器子）
- 間諜教室（愛爾娜）
- 英雄傳說 閃之軌跡 北方戰役（亞爾緹娜·奧萊恩）
- 和山田談場Lv999的戀愛（木之下茜）
- 熊熊勇闖異世界 PUNCH！（希雅·佛許羅賽）
- 屍體如山的死亡遊戲（崎宮美咲）
- 政宗君的復仇R（小岩井吉乃）
- 死神少爺與黑女僕 第2期（畢歐拉）
- 五等分的新娘∽（中野五月）
- 狩龍人拉格納（蕾歐妮卡）
- 我想成為影之強者！ 2nd season（貝塔）
- 我們的雨色協議（稻月望）

2024年
- 佐佐木與文鳥小嗶（魔法粉）
- 死神少爺與黑女僕 第3期（畢歐拉）
- 關於我轉生變成史萊姆這檔事 第3期（瑪莉安貝爾）
- 福星小子 第2期（卡魯拉）
- 異世界失格（夏洛特）
- Acro Trip 頂尖惡路（Berry Blossom／乃苺佳寿）
- 在地下城尋求邂逅是否搞錯了什麼V（赫斯緹雅）
- Re:從零開始的異世界生活 3rd season（雷姆）
- 五等分的新娘＊（中野五月）

2025年
- 魔農傳記 FARMAGIA（琪卡）
- 不會拿捏距離的阿波連同學 season2（阿波連玲奈）
- 青春豬頭少年不會夢到聖誕服女郎（牧之原翔子）
- 公爵千金的家庭教師（史黛拉·霍華德）

2026年
- Re:從零開始的異世界生活 4th season（雷姆）

時期未定
- 異世界四重奏3（貝塔）

### OVA
2010年代
- 翠星上的加爾岡緹亞～遙遠的巡迴航路～（莉瑪）
- 天體運行式（諾艾爾）
- 普通女高中生要做當地偶像 聖誕特別篇（名都借未來）
- Charlotte（關口伊緒里）
- 在地下城尋求邂逅是否搞錯了什麼（赫斯緹雅）
- 請問您今天要來點兔子嗎？？ 〜Dear My Sister〜（智乃）
- ViVid Strike!（風香·雷文頓）
- CHAOS;CHILD SILENT SKY（山添雨季）
- 政宗君的復仇（小岩井吉乃）
- Re:從零開始的異世界生活 Memory Snow（雷姆）
- 請問您今天要來點兔子嗎？？ 〜Sing For You〜（智乃）
- Re:從零開始的異世界生活 冰結之絆（雷姆）

2020年代
- 在地下城尋求邂逅是否搞錯了什麼II OVA（赫斯緹雅）

### 劇場版動畫
2015年
- 你永遠是我的寶貝（梅索梅索）
- 動畫同好會（麻耶）
- 好想大聲說出心底的話。（成瀨順）

2017年
- 電影 KiraKira☆光之美少女 A La Mode 清脆出爐！回憶的法式千層酥！（綺羅星夏爾／琪拉琳／芭菲天使）

2018年
- 光之美少女 Super Stars!（綺羅星夏爾／芭菲天使）
- 劇場版 精靈寶可夢 我們的故事（莉莉）
- FLCL Progressive（雲雀弄日度美）
- HUG！光之美少女♡光之美少女 All Stars Memories（綺羅星夏爾／芭菲天使）

2019年
- 來自深淵 劇場版總集篇 後編：流浪之黃昏（普魯修卡）
- 就算明天世界毀滅
- 劇場版 在地下城尋求邂逅是否搞錯了什麼 -獵戶座之箭-（赫斯緹雅）
- 光之美少女 Miracle Universe（綺羅星夏爾／芭菲天使）
- 青春豬頭少年不會夢到懷夢美少女（牧之原翔子）
- 劇場版 為了誰的鍊金術師（永坂霞）

2020年
- 劇場版 來自深淵 深沉靈魂的黎明（普魯修卡）

2021年
- 東京七姐妹 -我們變為藍天-（六咲可妮／七咲妮可爾）
- 銀河騎士傳 織愛之星（端根色葉）
- 刀劍神域劇場版 -Progressive- 無星夜的詠嘆調（米特／兔澤深澄）

2022年
- 劇場版 五等分的新娘（中野五月）
- 劇場版 異世界四重奏 ～Another World～（雷姆）
- 劇場版 擅長捉弄人的高木同學（小花）
- 刀劍神域劇場版 -Progressive- 陰沉薄暮的詼諧曲（米特／兔澤深澄）
- 漂流家園（羽馬令依菜）
- 我們的黎明（河合花香）

2023年
- 哆啦A夢電影：大雄與天空的理想鄉（漢娜）
- 青春豬頭少年不會夢到嬌憐外出妹（牧之原翔子）
- 劇場版 森林家族 來自芙蕾雅的禮物（萊菈）
- 劇場版 轉生成女性向遊戲只有毀滅END的壞人大小姐（蘇菲雅·阿斯喀特）
- 青春豬頭少年不會夢到紅書包女孩（牧之原翔子）

2024年
- 心之觸碰。（學生）

2025年
- 愉快動物餅 THE MOVIE（貓）

### 網路動畫
2010年代
- 鐵金剛少女Z Plus（古蕾〈金剛大魔神〉）
- 閃電十一人 Outer Code（白兔屋苗）
- 閃電十一人 戰神的天秤 超新作影像「明日之星足球大賽篇」（白兔屋苗）
- SAKURA Internet 新生（濱田沙織）
- 寶物的神明 見習神仙精靈（2019年、緞緞）
- 鋼彈創鬥者 潛網大戰Re:RISE（伊芙、伊爾哈維）
- 天體運行式「另一個願望」（諾艾爾）

2020年代
- 夢想的花蕾（小蕾）
- GOOD NIGHT WORLD（有間綾）

### 遊戲
2012年
- 靜籟之空 ～獻給失落之星的詩～（恰絲蒂·莉亞諾伊特）

2013年
- XBLAZE CODE:EMBRYO（天之矛坂冥）
- BLAZBLUE CHRONOPHANTASMA（天之矛坂焰）

2014年
- Ar nosurge ～獻給誕生之星的祈禱詩～（恰絲蒂·莉亞諾伊特）
- ω*Quintet（寧寧）
- CHAOS;CHILD（山添雨季）
- 82H Blossom（前田春菜）
- 東京七姐妹（六咲可妮／七咲妮可爾）
- Dolly Kanon 變裝輪唱曲秘密音樂活動（宍戶心音）
- 鐵金剛少女Z ONLINE（古蕾〈金剛大魔神〉、恰斯蒂）

2015年
- 聖潔天使 〜第2風紀委員 Girl's Battle〜（庫兒琪亞塔）
- 傳頌之物 虛偽的假面（貓音）
- XBLAZE LOST:MEMORIES（天之矛坂冥）
- 我的公主最可愛（卡納、赫斯緹雅、智乃、雷姆、中野五月）
- 家電少女（響）
- 問答RPG 魔法使與黑貓維茲（克拉黎亞·夏魯利耶）
- 幻影異聞錄♯FE（織部翼）
- Shooting Girl（M16A1）
- 巴哈姆特之怒（提爾）
- 新次元遊戲 海王星VII（百萬亞瑟）
- 學園號角曲（吹石花苗）
- Nitro+ Blasterz -Heroines Infinite Duel（丈槍由紀）
- 公主連結（霧原霞）
- Help！！！〜戀之丘學園幫助部〜（茶茶丸優）
- 立體繪本物語魔法書與聖樹學園（米斯提·謝赫）
- 奇蹟女孩歌舞祭典（智乃）
- 嫁Colle（智乃、貓音）
- 皇家同花順英雄（夏洛特、昆西·雷尼茲、艾路希亞）
- LORD of VERMILION ARENA（卡特莉奴·凱倫）

2016年
- 傳頌之物 二人的白皇（貓音）
- 蒼之騎士團（珂倫）
- 幻獸契約Cryptract（八百萬）
- 碧藍幻想（狄昂莎）
- 私立格里莫瓦魔法學園（丈槍由紀）
- 請問您今天要來點兔子嗎？？ Wonderful party!（智乃）
- 白貓Project（諾亞·梅露）
- 真空管人偶（艾莉西亞）
- 蒼空解放（諾艾兒）
- 鎖鏈戰記〜絆之新大陸〜（貓音、貝蕾、赫斯緹雅）
- 發條精靈戰記 天鏡的極北之星 ROAD OF ROYAL KNIGHTS（夏米優·奇朵拉·卡托沃馬尼尼克）
- VENUS ELEVEN VIVID！（尤里卡、中野五月）
- Black Rose Suspects （蘇菲·貝魯茲）
- period zero（佐佐木友香）
- 勇氣戰記（米莉奈）
- 編隊少女（吹雪舞彌）
- 放學後少女聚落 (雪莉·布拉克威爾）
- Magia Connect（歐爾特洛伊亞）
- 金屬戰記（凱特、安吉）
- 拉格納強襲天使（美姬萌香）
- 永恆星語 〜Strada Of Chain〜（伊織）

2017年
- 白猫网球（諾亞、中野五月、雷姆）
- 戰場雙馬尾（康德莉娜）
- 貓咪破壞者（貓博士）
- 啦啦魔法（結城菜菜美）
- 女友伴身邊（智乃、中野五月）
- GROOVE COASTER 3EX DREAM PARTY（佐佐木友香）
- CHAOS;CHILD Love Chu☆Chu！！（山添雨季）
- Re：從零開始的異世界生活 -DEATH OR KISS-（雷姆）
- 迷宮旅人2-2 墮落少女與初始之書（貓音）
- 魔女武器（兵頭彩芽）
- 在地下城尋求邂逅是否搞錯了什麼〜記憶憧憬〜（赫斯緹雅）
- 哥德系魔法少女～快和我訂下契約！～（娜芙德·凱俄·狄斯佩拉提歐）
- 戰姬絕唱SYMPHOGEAR XD UNLIMITED（卡蘿·瑪爾斯·丁海姆）
- MITRASPHERE（史諾莉亞)
- 光之美少女 連線消除（綺羅星夏爾／芭菲天使）
- Lost Kingdom（魔導士賽西爾）
- 無人戰爭2099（篠里柚月）
- 英雄傳說 閃之軌跡3（亞爾緹娜·奧萊恩）
- 異度神劍2（重音）
- 閃耀幻想曲（丈槍由紀、智乃）
- League of AngelsII（伊索爾蒂）

2018年
- 魔物娘☆後宮（古蕾、提亞拉）
- Wonderland Wars（茱澤）
- 超異域公主連結 Re:Dive（霞/ 霧原霞、雷姆）
- 刀使之巫女 刻印一閃之燈火（燕結芽）
- DOLLS ORDER（歐文）
- 陰陽師（薰）
- 超迴轉 壽司強襲者 The Way of Sushido（尤莉亞）
- 叛逆性百萬亞瑟王（鍊金亞瑟）
- 迷宮捍衛魔！（貝西摩斯 莎拉、紅帽子 蕾娜、鵺 梅露）
- Revolve Act-S-（綾辻陽毬）
- 青空Under Girls！Re:vengerS（土方愛麗絲）
- 料理次元（小籠包）
- 英雄傳說 閃之軌跡IV -THE END OF SAGA-（亞爾緹娜·奧萊恩）
- Brown Dust－棕色塵埃（芮彼泰雅）
- 受讚頌者斬（貓音）
- 亞克傳承 R（諾爾）
- 交響性百萬亞瑟王（加雷斯）
- 刺客教條：奧德賽（波佩）
- 格式塔·奧丁（糸羽唯、鍊金亞瑟）
- 純白魔女（糾正之狐）
- 大航海時代（芙蘿拉）
- 恆星少女（雷格路斯）

2019年
- 機動戰隊:大作戰‏（小林真希、娜梅莉亚、薫）
- Shadowverse（丹紫抵禦者‧安鎳兒、魅惑的一擊、世界之扉‧緹爾、瞬逝的幸福、雷姆）
- LAST IDEA（玛蒂尔达）
- 鳥籠廢鐵進行曲（優優)
- Fate/Grand Order（司馬懿〔萊妮絲〕）
- LINQS RINGS（露露)
- 初音島4（鳳城詩名）
- 戰國BASARA 戰鬥派對（出雲阿國)
- 我的學妹不可能那麼萌2（曹洪、王元姫、龐統、圖靈）
- 奇幻生活ONLINE（蕾露娜）
- 勇者鬥惡龍XI 尋覓逝去的時光 S（瑪雅/ 鐵鬼軍王齊拉格德）
- 方舟指令（雷神/ 狛犬）
- PUBG MOBILE（語音卡 水瀨祈A、B）
- RELEASE THE SPYCE secret fragrance（敷島來夢）
- 英語和測驗的COCORO SEKAI（中野五月）
- DRAGON QUEST RIVALS（瑪雅）
- 在地下城尋求邂逅是否搞錯了什麼 無限戰鬥（赫斯緹雅）
- OVERHIT（雷姆、赫斯緹雅）
- 食用系少女（小滷）
- FINAL FANTASY BRAVE EXVIUS（魔人費納）

2020年
- Blade Story（中野五月）
- 幻影異聞錄♯FE Encore（織部翼）
- 聖火降魔錄 英雄雲集（翼、吉爾）
- ART CODE SUMMONER（文森·梵谷）
- Graffiti Smash（雷姆）
- Rolling Sphere（阿克本斯）
- Phantom of the Kill（赫斯緹雅）
- Crash Fever（雷姆、赫斯緹雅）
- Ace Virgin：再出撃（B-50）
- 塞爾之光（芬恩）
- 言靈戰士（鉛鎖麗毆·卡蓮、雷姆、赫斯緹雅）
- 三國志Blast-少年英雄（小喬）
- 社長，戰鬥的時間到了！（雷姆）
- 凍京NECRO SUICIDE MISSION（丈槍由紀）
- LOST DECADE（羅莎琳德）
- Echos of Pandora（Tiger II）
- De:Lithe（赫斯緹雅）
- Grand Summoners（克洛伊、雷姆）
- Wonderland Wars（科佩利亞）
- BLADE XLORD（雷姆）
- Elemental Story（中野五月）
- Epic Seven（莉莉貝特、設計師 莉莉貝特）
- Pocolon Dungeons（赫斯緹雅）
- MAGICAMI（中野五月、赫斯緹雅）
- 英雄傳說 創之軌跡（阿爾提娜·歐萊恩）
- Re:從零開始的異世界生活 Lost in Memories（雷姆）
- 為了誰的鍊金術師（雷姆）
- 重装战姬（薇欧蕾特）
- LAST CLOUDIA（雷姆）
- WACCA（赫斯緹雅）
- 五等分的新娘 五胞胎無法將益智游戲分成五等分。（中野五月）
- 為美好的世界獻上祝福！ Fantastic Days（雷姆）
- UNISON LEAGUE（智乃、中野五月）
- 影之詩：冠軍之戰（主人公〈女子〉）
- DISSIDIA FINAL FANTASY OPERA OMNIA（伊呂波）
- HoneyWorks Premium Live（涼海日和）
- 伊甸园之门（佐藤薫）
- OCTOPATH TRAVELER 大陸的霸者（尼古拉、谢娜）
- DOKAPON UP! 夢幻的輪盤（貓音）
- 虛假的愛麗絲（奧特·愛麗絲）

2021年
- WORLD FLIPPER（雷姆）
- 突擊莉莉 Last Bullet（真島百由）
- 海貓鳴泣之時咲 〜猫箱和夢想的交響曲〜（午睡556）
- Rakugaki Kingdom（Likorune）
- Re:從零開始的異世界生活 虛假的王選候補（雷姆）
- TALES OF THE RAYS（赫斯緹雅）
- 三国志大戰 決戰之空 虹扇之風（甄氏）
- BLAZBLUE ALTERNATIVE DARKWAR（天之矛坂冥）
- 魔界戰記RPG（雷姆）
- D.C.4 Fortunate Departures（鳳城詩名）
- 魔法紀錄 魔法少女小圓外傳（三輪みつね）
- 五等分的新娘∬ 〜夏日的記憶同樣五等分〜（中野五月）
- 符文工廠5（普瑞希拉）
- Caligula2（#QP）
- 傳頌之物斬2（貓音）
- 黑潮：深海覺醒
- 轉生成女性向遊戲只有毀滅END的壞人大小姐 〜掀起波瀾的海盜〜（蘇菲雅·阿斯喀特）
- 魔法禁书目录 幻想收束（赫斯缇雅）

2023年
- 原神（芙宁娜）
- 歧路旅人II（亞格妮雅普利斯塔尼）

2024年
- 辟邪除妖 Variants Daphne（露露娜蒂）

未定
- Tetote×Connect（桃樂絲）
- Re:從零開始的異世界生活 禁書和謎之精霊（雷姆）

### 廣播劇CD
2013年
- 戀愛研究所（棚橋鈴音） - Blu-ray第4、6卷完全生產限定版特典

2014年
- ALDNOAH.ZERO（愛德爾麗卓 / 魔法少女艾德爾） - Blu-ray&DVD第4、9卷完全生產限定版特典、全卷連動購入特典
- 普通女高中生要做當地偶像（柏原雪）※單行本第3、4卷附贈廣播劇CD特裝版

2015年
- 一番賞 請問您今天要來點兔子嗎？ 特別廣播劇CD「請問您今天要來點廣播劇CD嗎？」（智乃）
- 學園孤島 特製廣播劇CD（丈槍由紀） - 「暑假篇」、BD&DVD第1、4卷初回限定特典
- 聖鬥士星矢 聖鬥少女翔（城戶沙織） - 《Champion RED》12月號特別附錄
- Z/X -Zillions of enemy X- NC DramaCD 3、7、11卷（2015年－2017年、孤獨的魔人索莉圖斯）
- 在地下城尋求邂逅是否搞錯了什麼（赫斯緹雅） - 1期Blu-ray/DVD第3、6卷初回生產限定版、劇場版Blu-ray特装版特典、2期Blu-ray/DVD第1、4卷初回仕様版特典、3期Blu-ray/DVD第1卷特裝版特典
- 的廣播〜芽衣子的演劇會議 feat.凛香＆香苗 鬼爆裂的女子會議！〜（紀美）
- 普通女高中生要做當地偶像。歌曲&廣播劇專輯〜一直都很有活力！和奈奈子…〜 / 〜和悠閒的緣…〜（名都借未來）
- 雙胞胎魔法使莉子和古力 魔法帽 廣播「雙胞胎魔法使莉子和古力」 第一章 春天的香氣與新的開始（莉子）

2016年
- 發條精靈戰記 天鏡的極北之星（夏米優·奇朵拉·卡托沃馬尼尼克） - Blu-ray＆DVD第3卷初回仕様版特典
- 線上遊戲的老婆不可能是女生？（修凡 / 瀬川茜） - BD、DVD第6卷初回限定特典
- 魔法少女奈叶Reflection廣播劇CD（风香·雷文顿）

2017年
- 魔法少女育成計劃（水姆水姆） - Blu-ray/DVD第2卷特典
- CHAOS;CHILD（山添雨季） - Blu-ray/DVD限定版第3、6卷、OVA「SILENT SKY」初回生產限定特典

2018年
- 奇諾之旅 -the Beautiful World- the Animated Series「看不見的真相」-Family Picture-（芙特） - Blu-ray中卷特典CD
- 刀使之巫女（燕結芽） - Blu-ray&DVD第2、4卷初回生產特典
- 轉生就是劍（芙蘭） - 第5卷附贈廣播劇CD限定版
- 多田君不戀愛（多田唯） - Blu-ray＆DVD各卷初回生產特典
- Wonderland Wars Side Story 第3章（ジュゼ）
- 賢者大叔的異世界生活日記（楓） - 第6.5卷附贈廣播劇CD

2019年
- Endro～！（梅〈梅瑟·恩達斯特〉 - Blu-ray第1、3卷封入特典
- 梅露可物語 -無精打采的少年與瓶中少女-（梅露可） - Blu-ray下卷特典
- 超異域公主連結 Re:Dive（霞） - 『09』『11』『15』
- 艾梅洛閣下II世事件簿 -魔眼蒐集列車 Grace note-（萊涅絲·艾梅洛·亞奇索特） - Blu-ray＆DVD第3、4、5卷完全生產限定版
- 青春豬頭少年不會夢到懷夢美少女（牧之原翔子） - Blu-ray＆DVD完全生產限定版特典

2020年
- 月刊Comic Gene 最新2月号（里拉）
- 廢天使加百列（塔普莉絲） - Blu-ray BOX完全新作廣播劇CD

2021年
- 青梅竹馬絕對不會輸的戀愛喜劇 小説第6卷&漫畫第2卷特裝版特典（志田黑羽）

### 配音

#### 电影
- 蜘蛛人：返校日（2017年，貝蒂・勃蘭特〈Angourie Rice〉[196]）
- 野蠻遊戲：瘋狂叢林（2018年，玛莎・卡普里〈Morgan Turner〉[197]）
- 野蠻遊戲：全面晉級（2019年，玛莎・卡普里〈Morgan Turner〉[198][199]）
- 蜘蛛人：離家日（2019年，貝蒂・勃蘭特〈Angourie Rice〉[200]）
- 瓦倫丁：黑暗復仇者（2020年，Srimaya / Valentine〈Estelle Linden〉[201]
- 湯姆貓與傑利鼠（2020年，凱拉〈科洛·莫瑞兹〉[202]）

#### 动画
- 猫和老鼠 羅賓漢（2012年，少年）
- Lego Star Wars: The Freemaker Adventures（2016年）
- We're Going on a Bear Hunt（2018年，罗西〈Elsie Cavalier〉[203]）
- 罗小黑战记（2020年，哪吒[204]）
- 摩比小子大电影（2021年，查理[205]）

### 電視劇
- 小海女（2013年，成田奈）
- 我們仍未知道那天所看見的花名。（2015年，餐厅服务员）
- 魔進戰隊煌輝者（2020年，馬布西納的聲音）[206] - 电视剧+电影2部作品[註 1]

### 真人电影
- 好想大聲說出心底的話。（2017年，女学生）[207]

### 廣播
粗体为放送中节目。
- （2010年，NHK-FM）
- 鐵金剛廣播 必須聽全員攻略Z！（2013年－2014年，HiBiKi Radio Station）[208]
- 請問您今天要來點廣播嗎？（2014年，音泉、HiBiKi Radio Station）
- 水瀨祈的Ge〜Mu♪研究所!（2014年，Radio大阪）[209]
- ALDNOAH.RADIO（2014年－2015年，音泉）[210]
- 加爾岡緹亞船團宣傳局（2014年－2015年，fun Radio）
- 天體運行式放送局（2014年－2015年，音泉、Lantis web radio、HiBiKi Radio Station）[211]
- 請問您今天要來點兔子嗎？？〜歡迎光臨Rabbit House〜（2015年，音泉、HiBiKi Radio Station）[212]
- 鐵金剛廣播 必須聽全員攻略Z！plus（2015年，HiBiKi Radio Station）[208]
- 這裡是GSH 學園、生活部、放送局（2015年，音泉）[213]
- 發條精靈戰記 天鏡的極北之星 網絡廣播 種田祈帝國（2016年，音泉）
- 請問您今天要來點兔子嗎？～智麻惠隊的泡芙廣播～（2016年－2018年，文化放送）
- 水瀨祈MELODY FLAG（2016年－，文化放送）
- 風香與凜音的格鬥廣播（2016年，YouTube）
- 「信長的忍者」〜我是聽眾大人的忍者！！〜（2016年、2017年、音泉）[214]
- 廣播「政宗君的復仇」〜彩香、祈的廣播是豬腳的開始〜（2016年－2017年，音泉）
- 啦啦魔法♪（2017年，音泉）
- 少女終末旅行〜GIRLS RADIO TOUR〜（2017年，音泉）
- 廣播 比宇宙更遠的地方〜比宇宙更冷的節目〜（2017年－2018年，音泉）
- RAJILISK新章 〜伊賀忍放送〜（2018年，音泉、YouTube）
- INORIN Wonder（My Girl meets A声内迷你环节）（2019年，AbemaTV）[215]

### 電視節目
- 戀愛研究所「藤女特別校內放送！」（2013年6月23日、8月7日、9月26日，NICONICO直播）
- 第64回NHK紅白歌合戰 「小海女特別篇」（2013年，成田奈）
- 請問您今天要來點NICO直播嗎？（2014年，NICONICO直播）
- Luminous Rookie（2014年，偶像專門頻道Pigoo）
- 軍人少女！宣傳部 Opretion niconico（2015年，NICONICO直播）
- 「在地下城尋求邂逅是否搞錯了什麼」神明的宴會（2015年，NICONICO直播）
- 水瀨與山下的GANGAN GA頻道（2015年－2018年，NICONICO動畫、YouTube）
- 水瀨祈與大西沙織的Pick Up Girls!（2017年－2019年[216][217]，YouTube）

### 數位漫畫
- 告白實行委員會 ～戀愛系列～「羅密歐」（2017年、涼海日和[218]）

### 廣播CD
- 廣播CD 請問您今天要來點廣播嗎？ Vol.1－3（2014年）[219]
- 廣播CD ALDNOAH.RADIO Vol.1－6（2014年－2015年）[220]
- 廣播CD 天體運行式放送局 Vol.1－2（2015年）[221]
- 廣播CD 這裡是GSH 學園、生活部、放送局 Vol.1－2（2015年）[222]
- 廣播CD Re:從零開始的異世界廣播生活 Vol.1－4（2016年 - 2017年）來賓
  - DJCD Re:從零開始的異世界廣播生活（2017年）
  - Re:從零開始的異世界廣播生活 雷姆 1/7比例 水瀨祈錄製DJCD組合（2017年）
- 廣播CD 發條精靈戰記 天鏡的極北之星 網路廣播 種田祈帝國 Vol.1－2（2016年）[223]
- 廣播CD 「政宗君的復仇」〜彩香、祈的廣播是豬腳的開始〜（2017年）[224]
- 廣播CD 少女終末旅行～GIRLS RADIO TOUR～（2018年）[225]
- 廣播CD 廣播 比宇宙更遠的地方〜比宇宙更冷的節目〜 Vol.1－2（2018年）[226]

### 音频剧
- 天启的异世界转生谭 第2卷 初回购入特典下载（2014年，白喵[227]）
- 好想大聲說出心底的話。特別音頻劇 通行卡（2015年，成瀨順[228]）
- （2017年，[229]）
- 碧藍幻想 OTOCA（2017年）
- 轉生成女性向遊戲只有毀滅END的壞人大小姐 音频剧「蘇菲雅篇」（2020年，蘇菲雅·阿斯喀特[230]）

### 朗讀劇
- 索瑪麗與森林之神 新朗讀劇（2020年，索瑪麗[231]）
- 新本格魔法少女莉絲佳 詠唱劇 〜act.2〜（2020年，水倉莉絲佳[232]）

### 語音漫畫
- 夢幻女僕的茶點時光（2023年，雪之下冬花[233]）

### 旁白
电视节目
- アニメマシテ（日语：アニメマシテ）（2014年，東京電視台）2014年9月度旁白[234]
- 想要在能量點四处走走。秩父（日语：秩父）开幕之旅（2017年，富士電視台）[235]
- 俳句甲子園（日语：俳句甲子園）2018（2018年，NHK教育頻道）[236]
- BITWORLD （2018年、2020年，NHK教育頻道）[237]
- 「NHK WORLD-JAPAN presents SONGS OF TOKYO」国内放送版（2019年，NHK World TV、NHK綜合頻道）[238][239]
- Sports x Human （2019年，NHK BS1）[240]
- 電影「知道天空有多藍的人啊」公開記念特別節目（2019年，TOKYO MX）
- 那孩子不看漫畫（2019年，BS日視）[241]
- （2020年，BS富士）[242]
- 出沒! 冒險天國（日语：出没!アド街ック天国） 動畫、漫画之街 精選（2020年，東京電視台）[243][244]
- 周六做什麽!?（日语：土曜はナニする!?） 節目内環節 （2020年，關西電視台)[245]
- Darksite Mystery（日语：幻解!超常ファイル） （2020年、NHK BS Premium)[246]
- WARAHOUSE（2020年，日本電視臺)[247]

電影
- 驚人! 超級海洋生物傳説 達爾文來了!劇場版（2021年)[248]

广告
- 幸色的一居室（日语：幸色のワンルーム） 第2卷广告（2017年）[249]
- 異世界超能魔術師 漫畫版 CM（2017年[250]・2018年[251]）
- 麒麟柠檬（日语：キリンレモン）×水濑祈 特别版 动画ver.  MV/广告 （2018年）[252]
- 甲府Riverside Town（日语：甲府リバーサイドタウン） 广告 （2018年）[253]
- 大塚製藥 SOYJOY（日语：SOYJOY） 广告（2019年）[254][255]
- 在地下城尋求邂逅是否搞錯了什麼 無限戰鬥 CM（2019年）[256][257]
- 野蠻遊戲：全面晉級 CM（2019年）[258]
- 請問您今天要來點兔子嗎？？～Sing For You～ CM（2019年）[259]
- HOT PEPPER Beauty CM（2019年）[260][261]
- 跳蚤市场应用 otamart 广告（2020年）[262]
- Yahoo! JAPAN 3.11企劃 現在，我能做什麼 WEBCM（2020年）[263]

### 連載
- （SEIGURA），2016年5月号 - 2021年1月号[264][265]
- （SEIGURA），2021年2月号 - [266]

### 其他内容
- 点兔闹钟 〜智乃版〜[267]
- 點兔日曆 〜智乃版〜[268]
- 有聲貼圖 / 第2彈 / 智麻惠隊編（2015年 - 2018年，智乃） - 3作品
- Re:Zero闹钟 〜雷姆版〜[269]
- MAPLUS+「雷姆、拉姆」角色替換包（雷姆）[270]
- CeVIO（佐藤莎莎拉（提供语音、歌曲库））[271]
- TVCM CeVIO × 「好想大聲說出心底的話。」[272]
- DownloadVoice（日语：ダウンロードボイス）（神田琴羽）[273]
- 麒麟柠檬 90周年 Tribute Music Video（演唱、出演）[274]
- Manga Time Kirara展 租用音频指南[275]
- 多數決廣播劇「青春豬頭少年不會夢到兔女郎學姊 with 櫻花莊的寵物女孩」（2016年，牧之原翔子）
- 有聲貼圖（2019年，赫斯緹雅）
- 如何稳定地输电（电研小子）[276]
- 地城邂逅鬧鐘 ～歐拉麗時光～（赫斯緹雅）[277]
- 青梅竹馬絕對不會輸的戀愛喜劇 PV（2019年，志田黑羽）[278]
- 嚕嚕米主題公園[279]
- 啤酒娘PJ（帕爾媞、旁白）[280]
- 資產形成的初次故事（入金）[281]
- 【VALSHE】3rd Album「WONDERFUL CURVE」 FULL ver.【OFFICIAL】（旁白）[282]
- 夢想声優選拔賽2020 小幸福（旁白）[283]
- MAPLUS（赫斯緹雅）[284]
- smash. 垂直劇院 掌篇朗讀App（本人朗讀）[285]
- 嚕嚕米主題公園「WINTER WONDERLAND in MOOMINVALLEY PARK「ADVENTURE WALK」」（すばらしいしっぽをもったリス）[286]
- 五等分的新娘鬧鐘（中野五月）[287]
- 「牛的屁股」PV/（牛的屁股[288]）

## 音樂作品

### 單曲
|      | 販售日         | 標題              | 規格產品編號 | 最高排名 |
| ---- | -------------- | ----------------- | ------------ | -------- |
| 1st  | 2015年12月2日  |                   | KICM-1641    | 11位     |
| 2nd  | 2016年4月13日  | harmony ribbon    | KICM-1662    | 10位     |
| 3rd  | 2016年11月9日  | Starry Wish       | KICM-1726    | 8位      |
| 4th  | 2017年8月9日   | アイマイモコ      | KICM-1783    | 12位     |
| 5th  | 2017年11月29日 | Ready Steady Go!  | KICM-1817    | 9位      |
| 6th  | 2018年10月17日 | TRUST IN ETERNITY | KICM-1890    | 10位     |
| 7th  | 2019年1月23日  | Wonder Caravan！  | KICM-1914    | 7位      |
| 8th  | 2020年2月5日   |                   | KICM-2029    | 5位      |
| 9th  | 2020年12月2日  | Starlight Museum  | KICM-2065    | 7位      |
| 10th | 2021年7月21日  | HELLO HORIZON     | KICM-2092    | 7位      |
| 11th | 2023年4月19日  |                   | KICM-2128    | 7位      |

### 配信限定單曲
|     | 販售日        | 標題      | 規格產品編號 |
| --- | ------------- | --------- | ------------ |
| 1st | 2019年6月26日 |           | NOPA-2120    |
| 2nd | 2022年1月9日  | REAL-EYES |              |

### 專輯
|            | 販售日        | 標題                | 規格產品編號 | 規格產品編號 | 最高排名 |
| 初回限定盤 | 販售日        | 標題                | 通常盤       |              | 最高排名 |
| ---------- | ------------- | ------------------- | ------------ | ------------ | -------- |
| 1st        | 2017年4月5日  | Innocent flower     | KICS-93477   | KICS-3477    | 3位      |
| 2nd        | 2018年5月23日 | BLUE COMPASS        | KICS-93710   | KICS-3710    | 7位      |
| 3rd        | 2019年4月10日 | Catch the Rainbow！ | KICS-93785   | KICS-3785    | 6位      |
| 4th        | 2022年7月20日 | glow                | KICS-94059   | KICS-4059    |          |

### 影像作品
|             | 販售日         | 標題                                            | 規格產品編號 |
| ----------- | -------------- | ----------------------------------------------- | ------------ |
| LIVE        | 2018年4月4日   | Inori Minase 1st LIVE Ready Steady Go!          | KIXM-315     |
| LIVE        | 2018年10月17日 | Inori Minase LIVE TOUR 2018 BLUE COMPASS        | KIXM-340     |
| LIVE        | 2019年10月23日 | Inori Minase LIVE TOUR Catch the Rainbow!       | KIXM-398     |
| LIVE        | 2021年3月24日  | Inori Minase 5th ANNIVERSARY LIVE Starry Wishes | KIXM-449     |
| MUSIC CLIPS | 2019年6月26日  | Inori Minase MUSIC CLIP BOX                     | KIXM-379     |

### 商業搭配
| 標題              | 商業搭配                                          | 時期                               |
| ----------------- | ------------------------------------------------- | ---------------------------------- |
|                   | 東京電視台《》12月度片頭曲                        | 2015年                             |
| Starry Wish       | 電視動畫《ViVid Strike!》片尾曲                   | 2016年                             |
|                   | 情景CD《√HAPPY+SUGAR=VACATION》主題歌             | 2016年                             |
| MELODY FLAG       | 文化放送《水瀨祈 MELODY FLAG》片頭曲              | 2016年                             |
|                   | 文化放送《水瀨祈 MELODY FLAG》片尾曲              | 2016年                             |
| Innocent flower   | 2017年                                            |                                    |
|                   | 2017年                                            | 電視動畫《徒然喜歡你》片頭曲       |
| Ready Steady Go!  | 2017年                                            | 朝日電視台系《》2017年12月度片尾曲 |
| Million Futures   | 手机游戏《乖離性百萬亞瑟王》新章主題歌            | 2018年                             |
|                   | 麒麟柠檬 广告曲                                   | 2018年                             |
| Sweet Melody      | 文化放送《水瀨祈 MELODY FLAG》片尾曲              | 2018年                             |
| TRUST IN ETERNITY | 手机游戏《GESTALT ODIN》主題歌                    | 2018年                             |
| Wonder Caravan!   | 電視動畫《Endro～！》片尾曲                       | 2019年                             |
| My Graffiti       | 文化放送《水瀨祈 MELODY FLAG》片尾曲              | 2019年                             |
|                   | 電視動畫《索瑪麗與森林之神》片尾曲                | 2019年                             |
|                   | 手機遊戲《明日方舟》印象曲                        | 2020年                             |
| Starlight Museum  | 朝日電視台系《》2020年12月度片尾曲                | 2020年                             |
| HELLO HORIZON     | 電視動畫《現實主義勇者的王國重建記》片頭曲        | 2021年                             |
| REAL-EYES         | 電視動畫《現實主義勇者的王國重建記 第二季》片頭曲 | 2022年                             |
|                   | 電視動畫《屍體如山的死亡遊戲》片尾曲              | 2023年                             |

### 角色歌
| 販售日      | 標題 | 名義 | 歌曲 | 商業搭配                                                                          |
| 2011年      | 2011年 | 2011年 | 2011年 | 2011年                                                                            |
| ----------- | --- | --- | --- | --------------------------------------------------------------------------------- |
| 1月26日     | 世紀末超自然學院 Blu-ray & DVD Volume.5 特典CD                                                                                     | 岡本燈（水瀨祈） | 「White Love」 | 電視動畫《世紀末超自然學院》劇中歌                                                |
| 2013年      | | | |                                                                                   |
| 9月20日     | 戀愛研究所 Blu-ray&DVD 第1卷特典CD                                                                                                 | 藤女學生會執行部 | 「」 | 電視動畫《戀愛研究所》片頭曲                                                      |
| 10月25日    | 戀愛研究所 Blu-ray&DVD 第2卷特典CD                                                                                                 | 藤女學生會執行部 | 「Best FriendS」                                                                                                  | 電視動畫《戀愛研究所》片尾曲                                                      |
| 2014年      | | | |                                                                                   |
| 1月29日     | 鐵金剛少女Z | 機械♡少女隊 | 「」 | 電視動畫《鐵金剛少女Z》片頭曲                                                     |
| 1月29日     | 鐵金剛少女Z | 鐵金剛少女 Z小隊 | 「」 | 電視動畫《鐵金剛少女Z》片尾曲                                                     |
| 5月28日     | Daydream café | Petit Rabbit's | 「Daydream café」                                                                                                 | 電視動畫《請問您今天要來點兔子嗎？》片頭曲                                        |
| 5月28日     | Daydream café | Petit Rabbit's | 「」 | 電視動畫《請問您今天要來點兔子嗎？》片尾曲                                        |
| 5月28日     | | 智麻惠队 | 「」 | 電視動畫《請問您今天要來點兔子嗎？》片尾曲                                        |
| 6月20日     | 請問您今天要來點兔子嗎？ 角色歌1                                                                                                   | 心愛（佐倉綾音）、智乃（水瀨祈） | 「」 | 電視動畫《請問您今天要來點兔子嗎？》相關歌曲                                      |
| 6月20日     | 請問您今天要來點兔子嗎？ 角色歌1                                                                                                   | 智乃（水瀨祈） | 「a cup of happiness」                                                                                            | 電視動畫《請問您今天要來點兔子嗎？》相關歌曲                                      |
| 7月24日     | 請問您今天要來點兔子嗎？ BD & DVD 第2卷 初回限定版 特典CD                                                                          | 智乃（水瀨祈） | 「」 | 電視動畫《請問您今天要來點兔子嗎？》相關歌曲                                      |
| 8月27日     | 請問您今天要來點兔子嗎？ 角色歌專輯                                                                                                | Petit Rabbit's | 「」 | 電視動畫《請問您今天要來點兔子嗎？》相關歌曲                                      |
| 8月27日     | 請問您今天要來點兔子嗎？ 角色歌專輯                                                                                                | 智乃（水瀨祈）、理世（種田梨沙）、紗路（內田真禮） | 「」 | 電視動畫《請問您今天要來點兔子嗎？》相關歌曲                                      |
| 8月27日     | 請問您今天要來點兔子嗎？ 角色歌專輯                                                                                                | 智麻惠队 | 「」 | 電視動畫《請問您今天要來點兔子嗎？》相關歌曲                                      |
| 8月27日     | 「普通女高中生要做當地偶像」 | 宇佐美奈奈子（伊藤美來）、小日向緣（三澤紗千香）、三月唯（吉岡麻耶）、名都借未來（水瀨祈） | 「」 「」 | 電視動畫《普通女高中生要做當地偶像》劇中歌                                        |
| 9月24日     | 「普通女高中生要做當地偶像」 | 宇佐美奈奈子（伊藤美來）、小日向緣（三澤紗千香）、三月唯（吉岡麻耶）、名都借未來（水瀨祈） | 「」 | 電視動畫《普通女高中生要做當地偶像》片尾曲                                        |
| 9月24日     | 「普通女高中生要做當地偶像」 | 三月唯（吉岡麻耶）、名都借未來（水瀨祈） | 「Action!!」 | 電視動畫《普通女高中生要做當地偶像》相關歌曲                                      |
| 9月24日     | 「普通女高中生要做當地偶像」 | 名都借未來（水瀨祈） | 「」 | 電視動畫《普通女高中生要做當地偶像》相關歌曲                                      |
| 10月22日    | PROMiSED ViSION/Good bye & Good luck                                                                                               | *ω*Quintet | 「PROMiSED ViSION」 「Good bye & Good luck」                                                                      | 遊戲《Omega Quintet》主題曲                                                       |
| 12月10日    | *ω*Quintet PV SONGS | *ω*Quintet | 「Inchoate voice」 「Eureka」 「MOVE*MENTER」 「」 「Complex:CRESCENT」                                           | 遊戲《Omega Quintet》相關歌曲                                                     |
| 12月10日    | *ω*Quintet PV SONGS | （水瀨祈） | 「」 | 遊戲《Omega Quintet》相關歌曲                                                     |
| 12月28日    | t7s Longing for summer | 七姐妹 | 「Star☆Glitter」                                                                                                  | 遊戲《東京七姐妹》相關歌曲                                                        |
| 2015年      | | | |                                                                                   |
| 2月11日     | 天體運行式 角色歌迷你專輯 | 諾艾爾（水瀨祈） | 「」 | 電視動畫《天體運行式》相關歌曲                                                    |
| 2月14日     | | 夏琪洛夫軍曹（水瀨祈） | 「」 | 電視動畫《軍人少女！主題曲                                                        |
| 3月28日     | 紛爭之友〜軍人少女！原聲帶〜 | 夏琪洛夫軍曹（水瀨祈） | 「」 | 電視動畫《軍人少女！》相關歌曲                                                    |
| 5月20日     | H-A-J-I-M-A-L-B-U-M-!! | 七姐妹 | 「Sparkle☆Time!!」                                                                                                | 遊戲《東京七姐妹》相關歌曲                                                        |
| 7月1日      | | Petit Rabbit's | 「」 | 電視動畫《請問您今天要來點兔子嗎？》相關歌曲                                      |
| 7月15日     | | 智麻惠队 | 「」 | 電視動畫《請問您今天要來點兔子嗎？》相關歌曲                                      |
| 7月22日     | 其實我是… 角色歌 vol.1 | 白神葉子（芹澤優）、紫紫戶獅穗（內田彩）、藍澤渚（水瀨祈）、朱美橘（上田麗奈） | 「」 | 電視動畫《其實我是…》相關歌曲                                                     |
| 7月29日     | | 学园生活社 | | 電視動畫《學園孤島》片頭曲                                                        |
| 7月29日     | 「Grateful Friends」 | 学园生活社 | 電視動畫《學園孤島》相關歌曲                                                                                      |                                                                                   |
| 7月29日     | | [ 成员 9 ] | 「」 | 電視動畫《請問您今天要來點兔子嗎？》相關歌曲                                      |
| 7月29日     | 在地下城尋求邂逅是否搞錯了什麼 BD・DVD第2卷特典CD                                                                                  | 赫斯緹雅（水瀨祈） | 「」 | 電視動畫《在地下城尋求邂逅是否搞錯了什麼》相關歌曲                                |
| 8月12日     | 其實我是… 角色歌 vol.2 | 藍澤渚（水瀨祈）、朱美橘（上田麗奈） | 「SILENT NOTE」                                                                                                   | 電視動畫《其實我是…》相關歌曲                                                     |
| 8月12日     | 其實我是… 角色歌 vol.2 | 藍澤渚（水瀨祈） | 「」 | 電視動畫《其實我是…》相關歌曲                                                     |
| 8月19日     | 普通女高中生要做當地偶像 | 宇佐美奈奈子（伊藤美來）&名都借未來（水瀨祈） | 「2 the Dream」                                                                                                   | 電視動畫《普通女高中生要做當地偶像》相關歌曲                                      |
| 8月19日     | 普通女高中生要做當地偶像 | 名都借未來（水瀨祈） | 「」 | 電視動畫《普通女高中生要做當地偶像》相關歌曲                                      |
| 8月26日     | 電視動畫「學園孤島」角色歌① | 丈槍由紀（水瀨祈）&直樹美紀（高橋李依） | 「」 | 電視動畫《學園孤島》相關歌曲                                                      |
| 8月26日     | 電視動畫「學園孤島」角色歌① | 丈槍由紀（水瀨祈） | 「」 | 電視動畫《學園孤島》相關歌曲                                                      |
| 9月16日     | 原聲帶 | 少女（心之聲）/成瀨順（水瀨祈） | 「」 | 動畫電影《好想大聲說出心底的話。》劇中歌                                          |
| 9月16日     | 原聲帶 | 少女（心之聲）/成瀨順（水瀨祈）、玉子 / 田崎大樹（細谷佳正）、世界的人們 / 宇野陽子（高橋李依）、相澤基紀（大山鎬則）、明田川慎二郎（柳田淳一）、岩田晉一（手塚弘道）、清水亮（木島隆一）、鈴木章子（田澤茉純）、栃倉千穗（前川涼子）、錦織拓哉（山下誠一郎）、三上聖名子（芳野由奈）、渡邊美沙（三宅麻理惠） | 「」 | 動畫電影《好想大聲說出心底的話。》劇中歌                                          |
| 9月26日     | 電視動畫「學園孤島」角色歌③ | 若狹悠里（M・A・O）、丈槍由紀（水瀨祈） | 「Yummy Yappy Recipe」                                                                                            | 電視動畫《學園孤島》相關歌曲                                                      |
| 9月30日     | 戰姬絕唱SYMPHOGEAR GX 角色歌8 卡蘿·瑪爾斯·丁海姆                                                                                   | 卡蘿·瑪爾斯·丁海姆（水瀨祈） | 「」 「tomorrow」                                                                                                 | 電視動畫《戰姬絕唱SYMPHOGEAR GX》劇中歌                                           |
| 10月17日    | | （水瀨祈）、（島崎信長） | 「」 | 《》系列相關歌曲                                                                  |
| 10月17日    | （水瀨祈） | 「」 | | 《》系列相關歌曲                                                                  |
| 10月28日    | 電視動畫「學園孤島」角色歌專輯 | 丈槍由紀（水瀨祈）&惠飛須澤胡桃（小澤亞李）feat.太郎丸（加藤英美里） | 「」 | 電視動畫《學園孤島》相關歌曲                                                      |
| 10月28日    | 電視動畫「學園孤島」角色歌專輯 | 学园生活社 | 「」 | 電視動畫《學園孤島》相關歌曲                                                      |
| 11月11日    | | Petit Rabbit's | 「」 | 電視動畫《請問您今天要來點兔子嗎？？》片頭曲                                      |
| 11月11日    | 智乃（水瀨祈） | 「」 | 電視動畫《請問您今天要來點兔子嗎？？》相關歌曲                                                                    |                                                                                   |
| 11月11日    | | 智麻惠队 | 「」 | 電視動畫《請問您今天要來點兔子嗎？？》片尾曲                                      |
| 11月25日    | cup of chino | 智乃（水瀨祈） | 「」 「」 「」 「」 「」 「」 「」                                                                                | 電視動畫《請問您今天要來點兔子嗎？？》相關歌曲                                    |
| 12月23日    | 《在地下城尋求邂逅是否搞錯了什麼》BD・DVD第7卷特典CD                                                                               | 赫斯緹雅（水瀨祈）、貝爾（松岡禎丞） | 「」 | 電視動畫《在地下城尋求邂逅是否搞錯了什麼》相關歌曲                                |
| 12月25日    | 《請問您今天要來點兔子嗎？？》BD・DVD第1卷特典CD                                                                                   | Petit Rabbit's | 「」 | 電視動畫《請問您今天要來點兔子嗎？？》相關歌曲                                    |
| 2016年      | | | |                                                                                   |
| 1月27日     | 《學園孤島》BD・DVD第5卷 原聲帶Vol.03                                                                                              | 丈槍由紀（水瀨祈） | 「」 | 電視動畫《學園孤島》相關歌曲                                                      |
| 1月27日     | 《學園孤島》BD・DVD第5卷 原聲帶Vol.03                                                                                              | 学园生活社 | 「」 | 電視動畫《學園孤島》相關歌曲                                                      |
| 2月24日     | SEVENTH HAVEN | 七姐妹 | 「SEVENTH HAVEN」 「FALLING DOWN」                                                                                | 遊戲《東京七姐妹》相關歌曲                                                        |
| 3月13日     | Z/X -Zillions of enemy X- NF DramaCD (7)「」                                                                                       | 元・孤獨的魔人索莉圖絲（水瀨祈） | 「」 | 《Z/X -Zillions of enemy X-》相關歌曲                                             |
| 3月30日     | | 麻耶（水瀨祈）&绘里香（伊波杏樹） | 「」 「」 「Twilight Day's」                                                                                      | 《动画同好会》系列相關歌曲                                                        |
| 4月29日     | | （水瀨祈）、（島﨑信長） | 「」 | 角色CD《》系列相關歌曲                                                            |
| 4月29日     | リコ（水瀨祈） | 「」 | | 角色CD《》系列相關歌曲                                                            |
| 5月2日      | 請問您今天要來點兔子嗎?? BD・DVD第5巻特典CD                                                                                        | 智麻惠队 | 「」 | 電視動畫《請問您今天要來點兔子嗎??》相關歌曲                                      |
| 6月3日      | 請問您今天要來點兔子嗎?? BD・DVD第6巻特典CD                                                                                        | 心爱（佐倉綾音）、智乃（水瀨祈）、理世（種田梨沙）、千夜（佐藤聰美）、纱路（内田真礼）、麻耶（德井青空）、惠（村川梨衣） | 「」 | 電視動畫《請問您今天要來點兔子嗎??》相關歌曲                                      |
| 6月8日      | 電視動畫「幸运逻辑」角色歌专辑「SONGS & MELODY」                                                                                   | 明日葉学（水瀨祈）、阿耳忒弥斯（折笠富美子） | 「」 | 電視動畫《幸運邏輯》相關歌曲                                                      |
| 6月29日     | | 宇佐美奈奈子（伊藤美来）、小日向缘（三澤紗千香）、三月唯（吉岡麻耶）、名都借未来（水瀨祈） | 「青春 Say Cheese!」                                                                                              | OVA《普通女高中生要做当地偶像》片尾曲                                             |
| 7月27日     | Never Ending Fantasy 〜GRANBLUE FANTASY〜                                                                                          | 蒂安莎（水瀨祈）、莉娜莉亞（田中美海）、哈莉艾（小倉唯）、吉歐拉（高橋未奈美）、坎娜（內山夕實） | 「Never Ending Fantasy」                                                                                          | 遊戲《碧藍幻想》相關歌曲                                                          |
| 7月27日     | Never Ending Fantasy 〜GRANBLUE FANTASY〜                                                                                          | 蒂安莎（水瀨祈） | 「Never Ending Fantasy」                                                                                          | 遊戲《碧藍幻想》相關歌曲                                                          |
| 8月20日     | Re：從零開始的異世界生活 Stay Alive                                                                                                | 雷姆（水瀨祈） | 「Wishing」 | 電視動畫《Re：從零開始的異世界生活》片尾曲                                        |
| 10月26日    | 請問您今天要來點兔子嗎?? 角色歌系列06 智乃                                                                                         | 智乃（水瀨祈） | 「」 「FUN!FUN!」 「」                                                                                            | 電視動畫《請問您今天要來點兔子嗎??》相關歌曲                                      |
| 10月26日    | 請問您今天要來點兔子嗎?? 角色歌系列 全巻購入特典CD                                                                                 | 心爱（佐倉綾音）、智乃（水瀨祈）、理世（種田梨沙）、千夜（佐藤聰美）、纱路（内田真礼）、麻耶（德井青空）、惠（村川梨衣）、青山Blue Mountain（早見沙織）、萌香（茅野愛衣） | 「」 | 電視動畫《請問您今天要來點兔子嗎??》相關歌曲                                      |
| 11月25日    | chimame march | 智麻惠队 | 「」 「CANDY COLOR DAYS」 「」 「Daydream café」                                                                  | 電視動畫《請問您今天要來點兔子嗎??》相關歌曲                                      |
| 11月25日    | chimame march | 智乃（水瀨祈）、麻耶（德井青空） | 「Sunshine Days」                                                                                                 | 電視動畫《請問您今天要來點兔子嗎??》相關歌曲                                      |
| 11月25日    | chimame march | 智乃（水瀨祈）、惠（村川梨衣） | 「」 | 電視動畫《請問您今天要來點兔子嗎??》相關歌曲                                      |
| 11月25日    | chimame march | 智乃（水瀨祈） | 「」 | 電視動畫《請問您今天要來點兔子嗎??》相關歌曲                                      |
| 11月23日    | Musica Magica | 王权（日笠陽子）×水姆水姆（水瀨祈） | 「Betrayal」 | 電視動畫《魔法少女育成計画》相關歌曲                                              |
| 12月7日     | 在地下城尋求邂逅是否搞錯了什麼 OVA特典CD                                                                                           | 赫斯緹雅（水瀨祈） | 「」 | OVA《在地下城尋求邂逅是否搞錯了什麼》片尾曲                                       |
| 12月29日    | 「信長的忍者」Comiket限定套装 | 千鳥（水瀨祈） | 「」 | 電視動畫《信長的忍者》相關歌曲                                                    |
| 2017年      | | | |                                                                                   |
| 5月7日      | ViVid Strike! Summer Time Vacance Songs                                                                                            | 風香·雷文頓（水瀨祈） | 「」 | 電視動畫《ViVid Strike!》相關歌曲                                                 |
| 5月24日     | 政宗君的復仇 第3巻 Blu-ray/DVD 特典CD                                                                                              | 小岩井吉乃（水瀨祈） | 「越過天城」 | 電視動畫《政宗君的復仇》插入歌                                                    |
| 5月24日     | 政宗君的復仇 第3巻 Blu-ray/DVD 特典CD                                                                                              | 安達垣愛姫（大橋彩香）、小岩井吉乃（水瀨祈） | 「」 | 電視動畫《政宗君的復仇》相關歌曲                                                  |
| 7月26日     | 數碼暴龍宇宙 應用怪獸 角色歌＆原聲帶                                                                                               | APP山470 | 「WITH YOU」 | 電視動畫《數碼暴龍宇宙 應用怪獸》相關歌曲                                         |
| 7月26日     | | 宇佐美一花（美山加戀）&綺羅星夏爾（水瀨祈） | 「」 | 電視動畫《KiraKira☆光之美少女 A La Mode》相關歌曲                                 |
| 7月26日     | 奶油天使（美山加戀）、卡士達天使（福原遙）、冰淇淋天使（村中知）、馬卡龍天使（藤田咲）、巧克力天使（森奈奈子）、芭菲天使（水瀨祈） | 「」 | | 電視動畫《KiraKira☆光之美少女 A La Mode》相關歌曲                                 |
| 7月26日     | WORLD'S END | 七姐妹 | 「WORLD'S END」 「PUNCH'D RANKER」                                                                                | 遊戲《Tokyo 7th sisters》相關歌曲                                                 |
| 8月2日      | | 芭菲天使（水瀨祈） | 「」 | 電視動畫《KiraKira☆光之美少女 A La Mode》插入歌                                   |
| 8月2日      | 「」 | 芭菲天使（水瀨祈） | 電視動畫《KiraKira☆光之美少女 A La Mode》相關歌曲                                                                 |                                                                                   |
| 8月25日     | 電視動畫「不要输！！恶之军团！」Blu-ray特典CD                                                                                      | KAKUWA☆Narrations | 「」 | 電視動畫《不要输！！恶之军团！》片尾曲                                            |
| 10月4日     | 18if 主題歌集 | 宁宁（水瀨祈） | 「too late」 | 電視動畫《18if》片尾曲                                                            |
| 10月25日    | | 奶油天使（美山加戀）、卡士達天使（福原遙）、冰淇淋天使（村中知）、馬卡龍天使（藤田咲）、巧克力天使（森奈奈子）、芭菲天使（水瀨祈） | 「」 | 劇場動畫《電影 KiraKira☆光之美少女 A La Mode 清脆出爐！回憶的法式千層酥！》插入歌 |
| 10月25日    | 請問您今天要來點兔子嗎?? 〜Dear My Sister〜 角色歌1                                                                                | 智麻惠队 | 「」 | OVA《請問您今天要來點兔子嗎?? 〜Dear My Sister〜》相關歌曲                        |
| 11月11日    | | Petit Rabbit's with beans | 「」 | OVA《請問您今天要來點兔子嗎?? 〜Dear My Sister〜》主題歌                          |
| 11月11日    | Petit Rabbit's | 「」 | OVA《請問您今天要來點兔子嗎?? 〜Dear My Sister〜》插入歌                                                          |                                                                                   |
| 11月11日    | 心愛（佐倉綾音）、智乃（水瀨祈）                                                                                                   | 「」 | OVA《請問您今天要來點兔子嗎?? 〜Dear My Sister〜》相關歌曲                                                        |                                                                                   |
| 11月22日    | 請問您今天要來點兔子嗎?? 〜Dear My Sister〜 角色歌2                                                                                | 心愛（佐倉綾音）、智乃（水瀨祈）、理世（種田梨沙） | OVA《請問您今天要來點兔子嗎?? 〜Dear My Sister〜》相關歌曲                                                        | 「」                                                                              |
| 11月29日    | | 綺羅星夏爾（水瀨祈） | 「YUMESORA∞」 | 電視動畫《KiraKira☆光之美少女 A La Mode》相關歌曲                                 |
| 11月29日    | 動起來、動起來 | 千户（水瀨祈）、尤莉（久保百合花） | 「」 | 電視動畫《少女終末旅行》片頭曲                                                    |
| 11月29日    | 動起來、動起來 | 千户（水瀨祈）、尤莉（久保百合花） | 「Endless Journey」                                                                                               | 電視動畫《少女終末旅行》相關歌曲                                                  |
| 11月29日    | More One Night | 千户（水瀨祈）、尤莉（久保百合花） | 「More One Night」                                                                                                | 電視動畫《少女終末旅行》片尾曲                                                    |
| 11月29日    | More One Night | 千户（水瀨祈）、尤莉（久保百合花） | 「雨だれの歌」 | 電視動畫《少女終末旅行》插入歌                                                    |
| 12月6日     | 請問您今天要來點兔子嗎?? 〜Dear My Sister〜 二重唱專輯                                                                             | 智乃（水瀨祈）、萌香（茅野愛衣） | 「」 | OVA《請問您今天要來點兔子嗎?? 〜Dear My Sister〜》相關歌曲                        |
| 2018年      | | | |                                                                                   |
| 1月26日     | | （水瀨祈） | 「」 「」 | 角色CD《》系列相關歌曲                                                            |
| 2月21日     | | 玉木真理（水瀨祈）、小淵澤報瀨（花澤香菜）、三宅日向（井口裕香）、白石結月（早見沙織） | 「」 | 電視動畫《比宇宙更遠的地方》片尾曲                                                |
| 2月21日     | 「One Step」 | 玉木真理（水瀨祈）、小淵澤報瀨（花澤香菜）、三宅日向（井口裕香）、白石結月（早見沙織） | 電視動畫《比宇宙更遠的地方》插入歌                                                                                |                                                                                   |
| 3月28日     | 比宇宙更遠的地方 BD・DVD第1巻特典CD                                                                                                | 玉木真理（水瀨祈） | 「」 「One Step」                                                                                                 | 電視動畫《比宇宙更遠的地方》相關歌曲                                              |
| 3月28日     | POP TEAM EPIC ALL TIME BEST | DropStars | 「Twinkling star」                                                                                                | 電視動畫《POP TEAM EPIC》片頭曲                                                   |
| 5月30日     | 請問您今天要來點兔子嗎?? 〜Dear My Sister〜 BD・DVD特典角色歌CD                                                                    | Petit Rabbit's | 「」 | OVA《請問您今天要來點兔子嗎?? 〜Dear My Sister〜》相關歌曲                        |
| 5月30日     | 請問您今天要來點兔子嗎?? 〜Dear My Sister〜 BD・DVD特典角色歌CD                                                                    | 智麻惠队 | 「」 | OVA《請問您今天要來點兔子嗎?? 〜Dear My Sister〜》相關歌曲                        |
| 5月30日     | 請問您今天要來點兔子嗎?? 〜Dear My Sister〜 BD・DVD特典角色歌CD                                                                    | 智乃（水瀨祈） | 「」 | OVA《請問您今天要來點兔子嗎?? 〜Dear My Sister〜》相關歌曲                        |
| 9月14日     | | 天月真白（水瀨祈） | 「」 | 電視動畫《One Room 第2期》主題歌                                                  |
| 9月14日     | 「」 | 天月真白（水瀨祈） | 電視動畫《One Room 第2期》相關歌曲                                                                                |                                                                                   |
| 9月19日     | KIRA KIRA HAPPY★ 打開吧！見習神仙精靈                                                                                              | 星之川遙（高橋未奈美）、緞緞（水瀨祈）、皮洛（伊瀬茉莉也）、茶子（岩井映美里） | 「」 | 電視動畫《KIRA KIRA HAPPY★ 打開吧！見習神仙精靈》片頭曲                           |
| 9月28日     | | Swiiiiiits! | 「Swiiiiiitest Party!!」                                                                                          | 角色CD《》相關歌曲                                                                |
| 10月3日     | | 櫻島麻衣（瀨戶麻沙美）、古賀朋繪（東山奈央）、雙葉理央（種崎敦美）、豐濱和香（内田真礼）、梓川楓（久保百合花）、牧之原翔子（水瀨祈） | 「」 | 電視動畫《青春豬頭少年不會夢到兔女郎學姊》片尾曲                                  |
| 10月17日    | 在地下城尋求邂逅是否搞錯了什麼〜記憶憧憬〜主題歌                                                                                   | 赫斯緹雅（水瀨祈） | 「」 | 遊戲《在地下城尋求邂逅是否搞錯了什麼〜記憶憧憬〜》主題歌                          |
| 11月30日    | | White Knight Orchestra | 「」 「」 | 角色CD《》相關歌曲                                                                |
| 12月5日     | 請問您今天要來點兔子嗎?? 角色獨唱系列09 智乃                                                                                       | 智乃（水瀨祈） | 「」 「」 「」 | 電視動畫《請問您今天要來點兔子嗎??》相關歌曲                                      |
| 12月26日    | 「聖鬥士星矢 聖鬥少女翔」主題歌 | 翔子（鈴木愛奈）、響子（M・A・O）、沙織（水瀨祈）、美衣（中島愛） | 「The Beautiful Brave」                                                                                           | 電視動畫《聖鬥士星矢 聖鬥少女翔》片頭曲                                           |
| 2019年      | | | |                                                                                   |
| 1月23日     | | 勇者小队 | 「」 | 电视动画《Endro～！》片头曲                                                       |
| 1月23日     | 「」 | 勇者小队 | 电视动画《Endro～！》印象曲                                                                                       |                                                                                   |
| 1月25日     | 梅露可物語 -無精打采的少年與瓶中少女- BD上卷 早期预约特典CD                                                                        | 梅露可（水瀨祈） | 「Bottleship」 | 电视动画《梅露可物語 -無精打采的少年與瓶中少女-》片尾曲                           |
| 1月30日     | | 中野家五姊妹 | 「」 | 电视动画《五等分的新娘》片头曲                                                    |
| 1月30日     | 「」 | 中野家五姊妹 | 電視動畫《五等分的新娘》片尾曲                                                                                    |                                                                                   |
| 2月8日      | 全力→YELL! | 赫斯緹雅（水瀨祈） | 「全力→YELL!」 | 劇場動畫《劇場版 在地下城尋求邂逅是否搞錯了什麼 -俄里翁之箭-》相關歌曲            |
| 2月27日     | 鳥籠廢鐵進行曲 角色歌 UNIT2 | TWIN-CRUE l MIRROR-CREW | 「」 | 遊戲《鳥籠廢鐵進行曲》相關歌曲                                                    |
| 3月6日      | 五等分的新娘 角色歌、迷你專輯 | 中野五月（水瀨祈） | 「」 | 电视动画《五等分的新娘》相關歌曲                                                  |
| 4月17日     | POP TEAM EPIC ALL TIME BEST 2 | DropStars | 「Pretty candle star」                                                                                            | 電視動畫《POP TEAM EPIC》片頭曲                                                   |
| 5月22日     | HEAVEN'S RAVE | AXiS | 「HEAVEN'S RAVE」 「COCYTUS」                                                                                     | 遊戲《Tokyo 7th sisters》相關歌曲                                                 |
| 7月31日     | 超異域公主連結 Re:Dive PRICONNE CHARACTER SONG 09                                                                                  | 真琴（小松未可子）、霞（水瀨祈） | 「」 | 遊戲《超異域公主連結 Re:Dive》插入歌                                              |
| 8月9日      | | 中野家五姊妹 | 「（PandaBoY Opening Voice Edit）」 「（PandaBoY Tropical House Edit）」 「（PandaBoY Five Flowers Dance Edit）」 | 電視動畫《五等分的新娘》相關歌曲                                                  |
| 8月9日      | 中野五月（水瀨祈） | 「（PandaBoY Drum'n'Bass Edit）」 | | 電視動畫《五等分的新娘》相關歌曲                                                  |
| 8月28日     | Happy New Genesis 〜GRANBLUE FANTASY〜                                                                                             | 蒂安莎（水瀨祈）、莉娜莉亞（田中美海）、哈莉艾（小倉唯）、吉歐拉（高橋未奈美）、坎娜（內山夕實） | 「Happy New Genesis」                                                                                             | 遊戲《碧藍幻想》相關歌曲                                                          |
| 8月28日     | Happy New Genesis 〜GRANBLUE FANTASY〜                                                                                             | 蒂安莎（水瀨祈） | 「Happy New Genesis」                                                                                             | 遊戲《碧藍幻想》相關歌曲                                                          |
| 9月17日     | Blooming Blaze! | Not lose Rose | 「Blooming Blaze!」 「Blooming Blaze (Scented ver.)」                                                             | 遊戲《白貓Project》相關歌曲                                                       |
| 9月17日     | Blooming Blaze! | 諾亞（水瀨祈） | 「Blooming Blaze! （Noah ver.）」                                                                                 | 遊戲《白貓Project》相關歌曲                                                       |
| 9月26日     | | Petit Rabbit's with beans | 「」 | OVA《請問您今天要來點兔子嗎？？ 〜Sing For You〜》相關歌曲                        |
| 9月26日     | 智乃（水瀨祈） | | 「」 | OVA《請問您今天要來點兔子嗎？？ 〜Sing For You〜》相關歌曲                        |
| 9月26日     | 請問您今天要來點兔子嗎？？ 〜Sing For You〜 BD、DVD特典 劇中歌高分辨率音源收錄DVD-ROM                                              | Petit Rabbit's | 「」 | OVA《請問您今天要來點兔子嗎？？ 〜Sing For You〜》相關歌曲                        |
| 9月26日     | 請問您今天要來點兔子嗎？？ 〜Sing For You〜 BD、DVD特典 劇中歌高分辨率音源收錄DVD-ROM                                              | 智麻惠队 | 「」 | OVA《請問您今天要來點兔子嗎？？ 〜Sing For You〜》相關歌曲                        |
| 9月26日     | 請問您今天要來點兔子嗎？？ 〜Sing For You〜 BD、DVD特典 劇中歌高分辨率音源收錄DVD-ROM                                              | 智乃（水瀨祈）、麻耶（徳井青空）、惠（村川梨衣） | 「」 | OVA《請問您今天要來點兔子嗎？？ 〜Sing For You〜》相關歌曲                        |
| 9月26日     | 請問您今天要來點兔子嗎？？ 〜Sing For You〜 BD、DVD特典 劇中歌高分辨率音源收錄DVD-ROM                                              | 智乃（水瀨祈）、麻耶（徳井青空）、惠（村川梨衣） | 「」 | OVA《請問您今天要來點兔子嗎？？ 〜Sing For You〜》插入曲                          |
| 9月26日     | 請問您今天要來點兔子嗎？？ 〜Sing For You〜 BD、DVD特典 劇中歌高分辨率音源收錄DVD-ROM                                              | 咲（水樹奈奈）、智乃（水瀨祈） | 「」 | OVA《請問您今天要來點兔子嗎？？ 〜Sing For You〜》插入曲                          |
| 11月27日    | 青春豬頭少年不會夢到懷夢美少女 BD、DVD特典 Original Soundtrack                                                                     | 櫻島麻衣（瀨戶麻沙美）、古賀朋繪（東山奈央）、雙葉理央（種崎敦美）、豐濱和香（内田真禮）、梓川楓（久保百合花）、牧之原翔子（水瀨祈） | 「」 | 劇場動畫《青春豬頭少年不會夢到懷夢美少女》片尾曲                                  |
| 11月27日    | 青春豬頭少年不會夢到懷夢美少女 BD、DVD特典 Original Soundtrack                                                                     | 牧之原翔子（水瀨祈） | 「」 | 劇場動畫《青春豬頭少年不會夢到懷夢美少女》相關歌曲                                |
| 12月4日     | 戰姬絕唱SYMPHOGEAR UNLIMITED 角色歌專輯2                                                                                           | 卡蘿·瑪爾斯·丁海姆（水瀨祈） | 「」 | 遊戲《戰姬絕唱SYMPHOGEAR XD UNLIMITED》相關歌曲                                   |
| 12月4日     | 請問您今天要來點兔子嗎？？生日歌曲系列09 智乃                                                                                      | 智乃（水瀨祈） | 「」 「Tiny Christmas Party」 「winter*gift」                                                                     | 電視動畫《請問您今天要來點兔子嗎？？》相關歌曲                                    |
| 12月4日     | 請問您今天要來點兔子嗎？？生日歌曲系列 全卷購入特典CD                                                                              | 心愛（佐倉綾音）、智乃（水瀨祈）、理世（種田梨沙）、千夜（佐藤聰美）、紗路（內田真禮）、麻耶（德井青空）、惠（村川梨衣）、青山Blue Mountain（早見沙織）、萌香（茅野愛衣） | 「」 | 電視動畫《請問您今天要來點兔子嗎？？》相關歌曲                                    |
| 2020年      | | | |                                                                                   |
| 1月8日      | 戰姬絕唱SYMPHOGEAR XV BD、DVD第4卷特典CD                                                                                           | 卡蘿·瑪爾斯·丁海姆（水瀨祈） | 「」 | 電視動畫《戰姬絕唱SYMPHOGEAR XV》插入曲                                           |
| 1月15日     | 太喜歡你了。〜告白實行委員會角色歌曲集〜                                                                                           | HoneyWorks feat. 涼海日和（水瀨祈） | 「」 | 《告白實行委員會 ～戀愛系列～》相關歌曲                                           |
| 2月5日      | 戰姬絕唱SYMPHOGEAR XV BD、DVD第5卷特典CD                                                                                           | 立花響（悠木碧）、風鳴翼（水樹奈奈）、雪音克莉絲（高垣彩陽）、瑪麗亞·卡登扎夫娜·伊芙（日笠陽子）、月讀調（南條愛乃）、曉切歌（茅野愛衣）、卡蘿·瑪爾斯·丁海姆（水瀨祈） | 「PERFECT SYMPHONY」                                                                                              | 電視動畫《戰姬絕唱SYMPHOGEAR XV》插入曲                                           |
| 2月5日      | | 夏提雅（上坂堇）、惠惠（高橋李依）、雷姆（水瀨祈）、維夏（早見沙織） | 「」 | 電視動畫《異世界四重奏2》片尾曲                                                   |
| 3月4日      | | 中野家五姊妹 | 「」 | 電視動畫《五等分的新娘》相關歌曲                                                  |
| 4月22日     | 請問您今天要來點兔子嗎？？Selection of April Fools' Day                                                                            | 魔法少女智乃（水瀨祈）、怪盜Lapin（內田真禮） | 「」 | 電視動畫《請問您今天要來點兔子嗎？？》相關歌曲                                    |
| 4月22日     | 請問您今天要來點兔子嗎？？Selection of April Fools' Day                                                                            | CHIMAME CHRONICLE | 「MIRACLE CHRONICLE♪」                                                                                            | 電視動畫《請問您今天要來點兔子嗎？？》相關歌曲                                    |
| 4月22日     | 請問您今天要來點兔子嗎？？Selection of April Fools' Day                                                                            | Diva | 「」 | 電視動畫《請問您今天要來點兔子嗎？？》相關歌曲                                    |
| 4月22日     | 請問您今天要來點兔子嗎？？Selection of April Fools' Day                                                                            | CLOCKWORK RABBITS | 「」 | 電視動畫《請問您今天要來點兔子嗎？？》相關歌曲                                    |
| 5月27日     | 超異域公主連結 Re:Dive PRICONNE CHARACTER SONG 15                                                                                  | 霞（水瀨祈）、栞（小清水亞美） | 「」 | 遊戲《超異域公主連結 Re:Dive》插入歌                                              |
| 8月26日     | feat. 涼海日和/ feat. 南 | HoneyWorks feat. 涼海日和（水瀨祈） | 「」 | 遊戲《HoneyWorks Premium Live》片頭曲                                             |
| 8月27日     | 劇場版 為了誰的鍊金術師 BD 初回限定版特典CD 原聲帶                                                                                 | 霞（水瀨祈） | 「」 | 劇場動畫《劇場版 為了誰的鍊金術師》插入歌                                         |
| 9月19日     | Blend of Letters | 智乃（水瀨祈） | 「」 | 電視動畫《請問您今天要來點兔子嗎？》相關歌曲                                      |
| 9月23日予定 | 迷你專輯 魔進戰隊煌輝者2 | 馬布西納（水瀨祈） | 「」 | 特攝『魔進戰隊煌輝者』片尾曲                                                      |
| 10月28日    | | Petit Rabbit's | 「」 | 電視動畫《請問您今天要來點兔子嗎？ BLOOM》片頭曲                                  |
| 10月28日    | 智乃（水瀨祈） | 電視動畫《請問您今天要來點兔子嗎？ BLOOM》相關歌曲 | 「」 |                                                                                   |
| 10月28日    | Petit Rabbit's | 「」 | 電視動畫《請問您今天要來點兔子嗎？ BLOOM》片尾曲                                                                  |                                                                                   |
| 10月28日    | | 智麻惠队 | 電視動畫《請問您今天要來點兔子嗎？ BLOOM》片尾曲                                                                  | 「」                                                                              |
| 10月28日    | 「」 | 智麻惠队 | 電視動畫《請問您今天要來點兔子嗎？ BLOOM》相關歌曲                                                                |                                                                                   |
| 10月28日    | 智乃（水瀨祈） | 「」 | 電視動畫《請問您今天要來點兔子嗎？ BLOOM》相關歌曲                                                                |                                                                                   |
| 10月28日    | | 夜公主（水瀨祈） | 「」 | 電視動畫《在魔王城說晚安》片頭曲                                                  |
| 11月11日    | 請問您今天要來點兔子嗎？ 改編曲&翻唱專輯                                                                                           | Petit Rabbit's | 「」 「」 「」 「」                                                                                               | 電視動畫《請問您今天要來點兔子嗎？》相關歌曲                                      |
| 11月11日    | 請問您今天要來點兔子嗎？ 改編曲&翻唱專輯                                                                                           | 心愛（佐倉綾音）、智乃（水瀨祈）、理世（種田梨沙）、千夜（佐藤聰美）、紗路（內田真禮）、麻耶（德井青空）、惠（村川梨衣） | 「」 | 電視動畫《請問您今天要來點兔子嗎？》相關歌曲                                      |
| 11月11日    | 請問您今天要來點兔子嗎？ 改編曲&翻唱專輯                                                                                           | 智麻惠队 | 「」 「」 「」 | 電視動畫《請問您今天要來點兔子嗎？》相關歌曲                                      |
| 11月11日    | 請問您今天要來點兔子嗎？ 改編曲&翻唱專輯                                                                                           | 智乃（水瀨祈）、理世（種田梨沙）、紗路（內田真禮） | 「」 | 電視動畫《請問您今天要來點兔子嗎？》相關歌曲                                      |
| 11月11日    | 請問您今天要來點兔子嗎？ 改編曲&翻唱專輯                                                                                           | [ 成员 9 ] | 「」 | 電視動畫《請問您今天要來點兔子嗎？》相關歌曲                                      |
| 11月11日    | 請問您今天要來點兔子嗎？ 改編曲&翻唱專輯                                                                                           | 心愛（佐倉綾音）、智乃（水瀨祈） | 「」 | 電視動畫《請問您今天要來點兔子嗎？》相關歌曲                                      |
| 11月11日    | 請問您今天要來點兔子嗎？ 改編曲&翻唱專輯                                                                                           | 智乃（水瀨祈） | 「」 | 電視動畫《請問您今天要來點兔子嗎？》相關歌曲                                      |
| 2021年      | | | |                                                                                   |
| 2月17日     | | 中野家五姊妹 | 「」 | 電視動畫《五等分的新娘∬》片頭曲                                                   |
| 2月17日     | 「」 | 中野家五姊妹 | 電視動畫《五等分的新娘∬》片尾曲                                                                                   |                                                                                   |
| 3月3日      | 五等分の花嫁∬ 角色歌迷你專輯 | 中野五月（水瀨祈） | 「 〜Lesson Five〜」                                                                                              | 電視動畫《五等分的新娘∬》相關歌曲                                                 |
| 3月17日     | IT'S A PERFECT BLUE | 七姐妹 | 「Shooting Sky」                                                                                                  | 遊戲《Tokyo 7th sisters》相關歌曲                                                 |
| 3月24日     | | 中野家五姊妹 | 「」 | 遊戲《五等分的新娘∬ 〜夏日的記憶同樣五等分〜》片頭曲                              |
| 3月24日     | 「」 | 中野家五姊妹 | 遊戲《五等分的新娘∬ 〜夏日的記憶同樣五等分〜》片尾曲                                                              |                                                                                   |
| 3月24日     | Re:從零開始的異世界生活 角色歌專輯                                                                                                 | 愛蜜莉雅（高橋李依）、雷姆（水瀨祈）、拉姆（村川梨衣） | 「」 | 自動賭博機《Re:從零開始的異世界生活》相關歌曲                                     |
| 3月24日     | Re:從零開始的異世界生活 角色歌專輯                                                                                                 | 愛蜜莉雅（高橋李依）、雷姆（水瀨祈）、拉姆（村川梨衣） | 「Re:lation」 | 遊戲《超異域公主連結 Re:Dive》相關歌曲                                            |
| 3月24日     | Re:從零開始的異世界生活 角色歌專輯                                                                                                 | 愛蜜莉雅（高橋李依）、雷姆（水瀨祈）、拉姆（村川梨衣） | 「」 | 電視動畫『Re:從零開始的異世界生活』相關歌曲                                       |
| 4月28日     | | 志田黑羽（水瀨祈）、可知白草（佐倉綾音） | 「」 | 電視動畫『青梅竹馬絕對不會輸的戀愛喜劇』片尾曲                                    |
| 4月28日     | 「Baby Monster」 | 志田黑羽（水瀨祈）、可知白草（佐倉綾音） | 電視動畫『青梅竹馬絕對不會輸的戀愛喜劇』相關歌曲                                                                  |                                                                                   |
| 5月28日     | 請問您今天要來點兔子嗎？ BLOOM BD、DVD第6卷特典CD                                                                                  | 看板娘隊 | 「」 | 電視動畫『請問您今天要來點兔子嗎？ BLOOM』相關歌曲                                |

### 其他參與歌曲
| 販售日         | 標題                                         | 名義                                                   | 歌曲                       | 商業搭配                                  |
| -------------- | -------------------------------------------- | ------------------------------------------------------ | -------------------------- | ----------------------------------------- |
| 2013年3月13日  |                                              | 水瀨祈                                                 | 「」                       | 電視節目《しまじろうのわお!》跳舞環節用曲 |
| 2013年8月28日  | 小海女 歌曲集                                | 阿美横女学园演艺班                                     | 「暦の上ではディセンバー」 | 電視劇《小海女》劇中歌                    |
| 2013年11月16日 |                                              | [ 成员 27 ]                                            | 「FirstLight」 「」        |                                           |
| 2015年9月30日  | Rejet Sound Collection vol.2 「LOVE GEYSER」 | 水瀨祈                                                 | 「Loop Slider Cider」      | Situation CD《√HAPPY+SUGAR=DARLIN》主題曲 |
| 2016年11月23日 | Rejet Sound Collection vol.3 「MY LINK」     | 水瀨祈                                                 | 「Milky Star」             | Situation CD《√HAPPY+SUGAR=IDOL》主題曲   |
| 2017年8月9日   | 未来Symphony                                 | 水瀨祈、渕上舞、大西沙織、豐田萌繪、田澤茉純           | 「未来Symphony」           | 游戏《ららマジ》片头曲                    |
| 2020年2月4日   | Z/X Code reunion Blu-ray BOX1 特典CD         | 水瀨祈、長繩麻理亞                                     | 「」                       | 電視動畫《Z/X Code reunion》片尾曲        |
| 2020年4月2日   | Z/X Code reunion Blu-ray BOX2 特典CD         | 小倉唯、內田彩、水瀨祈、長繩麻理亞、鈴木愛奈、富田美憂 | 「」                       | 電視動畫《Z/X Code reunion》片尾曲        |

## 演唱會、活動

### 個人演唱會
| 出演日                  | 標題                                                      | 会場 |
| ----------------------- | --------------------------------------------------------- | --- |
| 2017年12月2日           | [ 293 ]                                                   | 東京國際論壇 A厅（東京都） |
| 2018年6月9日 - 7月1日   | Inori Minase LIVE TOUR 2018 BLUE COMPASS                  | 4会場 - アイプラザ豊橋（愛知縣） - 本多の森ホール（石川縣） - 神戸国際会館こくさいホール（兵庫縣） - 幕張展覽館 Event Hall（千葉縣）                                                                                   |
| 2019年6月16日 - 6月29日 | Inori Minase LIVE TOUR 2019 Catch the Rainbow！           | 3会場 - グランキューブ大阪 主廳 （大阪府） - 日本特殊陶業市民会館 森林廳（愛知縣） - 日本武道館（東京都） |
| 2020年6月13日 - 7月25日 | Inori Minase LIVE TOUR 2020 We Are Now                    | 5會場（全部中止） - 愛知縣藝術劇場大會館 主要會場（愛知縣） - アルモニーサンク北九州ソレイユホール フォレストホール（福岡縣） - 神戶國際會館國際廳（兵庫縣） - 仙台サンプラザホール（宮城縣） - 橫濱體育館（神奈川縣） |
| 2020年12月5日           | Inori Minase 5th ANNIVERSARY LIVE Starry Wishes（無觀衆） | 橫濱體育館（神奈川縣） |

### 單獨活動
| 出演日         | 標題    | 会場                               |
| -------------- | ------- | ---------------------------------- |
| 2015年1月12日  |         | STUDIO Dee（東京都）               |
| 2016年3月19日  |         | Laforet Museum 原宿（東京都）      |
| 2016年6月10日  | [ 298 ] | TOHO CINEMAS 新宿（東京都）        |
| 2016年11月20日 |         | 工學院大學1F中庭（東京都）         |
| 2017年6月10日  |         | NHK大阪音樂廳（大阪府）            |
| 2017年6月17日  |         | 品川 Stellar Ball（東京都）        |
| 2017年7月1日   |         | 拓殖大學 八王子国際校區（東京都）  |
| 2018年7月7日   |         | 湘南台文化中心市民劇場（神奈川縣） |
| 2018年12月9日  | [ 299 ] | 東京國際論壇 A厅（東京都）         |
| 2019年11月30日 | [ 300 ] | 尼信Archaic Hall（兵庫縣）         |
| 2019年12月8日  |         | 東京國際論壇 A廳（東京都）         |
| 2021年2月21日  | [ 301 ] | 無觀衆(綫上直播)                   |

### 聯合演唱會
| 出演日              | 標題                                                                  | 会場                                                 |
| ------------------- | --------------------------------------------------------------------- | ---------------------------------------------------- |
| 2014年1月18日       | KAWAII POP FES by @JAM in台湾                                         | 河岸留言（台湾台北市）                               |
| 2016年2月14日       | ナゴヤアニソンフェス2016 in ナガシマスパーランド                      | ナガシマスパーランド（三重縣）                       |
| 2016年3月26日       | AJ Night 2016                                                         | ディファ有明（東京都）                               |
| 2016年3月30日、31日 | ANISON HISTORY Japan!!                                                | NHK大厅（東京都）                                    |
| 2016年5月22日       | @JAM 2016 DAY2 Supported by リスアニ!TV                               | Zepp Diversity東京（東京都）                         |
| 2017年1月14日       | ANIMAX MUSIX 2017 OSAKA                                               | 大阪城音樂廳（大阪府）                               |
| 2017年1月28日       | リスアニ!LIVE 2017 "SATURDAY STAGE"                                   | 日本武道館（東京都）                                 |
| 2017年2月5日        | 日本放送ミュ〜コミ+プレゼンツ アニメ紅白歌合戦 Vol.6 代々木ファイナル | 國立代代木競技場第一体育館（東京都）                 |
| 2017年3月5日        | KING SUPER LIVE 2017 TRINITY                                          | 日本武道館（東京都）                                 |
| 2017年5月14日       | COMCHA FES 2017 in 野音                                               | 日比谷野外音乐堂（東京都）                           |
| 2017年8月26日、27日 | Animelo Summer Live 2017 -THE CARD-                                   | 埼玉超級競技場（埼玉縣）                             |
| 2017年10月7日       | キラキラ☆プリキュアアラモードLIVE2017 スウィート☆デコレーション       | 葛飾区文化会館莫扎特音樂廳（東京都）                 |
| 2018年1月26日       | リスアニ!LIVE 2018 "FRIDAY STAGE"                                     | 日本武道館（東京都）                                 |
| 2018年4月21日       | ANIMAX MUSIX 2018 Guangzhou                                           | 广州体育馆1号館（中国廣州市）                        |
| 2018年8月25日       | Animelo Summer Live 2018 "OK！"                                       | 埼玉超級競技場（埼玉縣）                             |
| 2018年9月24日、30日 | KING SUPER LIVE 2018                                                  | 東京巨蛋（東京都）、國立體育大學体育館（台湾桃園市） |
| 2018年11月17日      | ANIMAX MUSIX 2018 YOKOHAMA                                            | 橫濱體育館（神奈川縣）                               |
| 2018年11月25日      | アニソン！プレミアム！                                                | 日本工学院專門学校 蒲田校區 片柳競技場（東京都）     |
| 2019年1月26日       | リスアニ! LIVE 2019 "SATURDAY STAGE"                                  | 日本武道館（東京都）                                 |
| 2019年8月31日       | Animelo Summer Live 2019 "-STORY-"                                    | 埼玉超級競技場（埼玉縣）                             |
| 2019年12月26日      | オダイバ！！超次元音樂祭 公開收錄                                     | 富士電視台灣岸工作室（東京都）                       |

## 脚注

### 组合成员
1. ↑  沼倉愛美、赤﨑千夏、水瀨祈、佐仓绫音、大地葉
2. ↑  本多真梨子、水瀨祈、荒浪和沙、內田真禮、津田美波
3. ↑  本多真梨子、水瀨祈、荒浪和沙
4. 1 2 3 4 5 6 7 8 9 10 11  心爱（佐仓绫音）、智乃（水濑祈）、理世（種田梨沙）、千夜（佐藤聰美）、纱路（内田真礼）
5. 1 2 3 4 5 6 7 8 9 10 11  智乃（水濑祈）、麻耶（德井青空）、惠（村川梨衣）
6. ↑  オトハ（飯田里穗）、キョウカ（田邊留依）、アリア（山崎惠理）、カナデコ（豐田萌繪）、ネネ（水瀨祈）
7. 1 2 3 4 5  七咲妮可爾（水瀨祈）、羽生田水戶（渕上舞）、御園尾瑪娜（前田玲奈）、壽庫特（黑瀨優子）、若王子瑠衣（川崎芽衣子）、遊佐夢兒（辻步美）
8. 1 2  丈枪由纪（水瀨祈）、惠飞须泽胡桃（小澤亞李）、若狭悠里（M·A·O）、直树美纪（高橋李依）
9. 1 2  智乃（水濑祈）、理世（種田梨沙）、纱路（内田真礼）
10. ↑  丈枪由纪（水瀨祈）、惠飞须泽胡桃（小澤亞李）、若狭悠里（M·A·O）、直树美纪（高橋李依）、佐仓慈（茅野愛衣）、太郎丸（加藤英美里）
11. ↑  神樂坂泉（堀江由衣）、花嵐繪里（莊司宇芽香）、真白愛麗絲（水瀨祈）、黃林艾雷娜（高橋李依）
12. ↑  三森铃子、水瀨祈、新田惠海
13. 1 2  心爱（佐仓绫音）、智乃（水濑祈）、理世（種田梨沙）、千夜（佐藤聰美）、纱路（内田真礼）、麻耶（德井青空）、惠（村川梨衣）
14. 1 2  星降注（小倉唯）、月野雫（水瀨祈）、夕阳可罗奈（上坂堇）
15. ↑  リコ（水瀨祈）、グリ（島崎信長）、ビスJr.（平川大輔）、シュタイン（田丸篤志）、リーゼ（石川界人）、ディア（高橋英則）
16. ↑  リコ（水瀨祈）、シュタイン（田丸篤志）、ディア（高橋英則）
17. ↑  尤夏（赤尾光）、赛拉（夏川椎菜）、法伊（小澤亞李）、梅依（水瀨祈）
18. 1 2 3 4 5  花澤香菜、竹達彩奈、伊藤美來、佐仓绫音、水瀨祈
19. ↑  萊拉（小倉唯）、優優（水瀨祈）、傑里科（加隈亞衣）
20. ↑  天神ネロ（水瀨祈）、比嘉アグリ（渕上舞）、蓬莱タキ（川崎芽衣子）、志摩サビナ（前田玲奈）、鹿込オト（黑瀨優子）、帝塚セネカ（辻步美）
21. ↑  カスミ（三澤紗千香）、ノア（水瀨祈）、マール（種崎敦美）、ルカ（茜屋日海夏）
22. ↑  智乃（水瀨祈）、麻耶（德井青空）、惠（村川梨衣）
23. ↑  智乃（水瀨祈）、摩卡（茅野愛衣）、青山Blue Mountain（早見沙織）
24. ↑  心爱（佐仓绫音）、智乃（水瀨祈）、理世（種田梨沙）、千夜（佐藤聰美）、纱路（内田真礼）
25. ↑  智乃（水濑祈）、千夜（佐藤聰美）、纱路（内田真礼）
26. ↑  Babyraids、水瀨祈
27. ↑  水瀨祈、加隈亞衣

## 外部連結
- （日語）水瀨祈官方網站 （页面存档备份，存于）
- （日語）水瀬いのり OFFICIAL FANCLUB「いのりまち」（页面存档备份，存于）
- （日語）所属事务所官方资料（页面存档备份，存于）
- （日語）（页面存档备份，存于）（本人的部落格）
- （日語）水瀬いのり的X（前Twitter）
- （日語）水瀬いのりオフィシャル的Instagram帳戶
- YouTube上的水瀬いのり YouTube Official Channel頻道
- Inori Minase在互联网电影资料库（IMDb）上的資料（英文）